# Adiantum solomonii
Adiantum solomonii är en kantbräkenväxtart som beskrevs av Jefferson Prado. Adiantum solomonii ingår i släktet Adiantum och familjen Pteridaceae. Inga underarter finns listade.